# Petr Král
Petr Král (4 de Setembro de 1941, em Praga – 17 de Junho de 2020) foi um escritor checo. Graduado em FAMU, trabalhou como editor na Orbis, onde orientou uma colecção sobre filmes e realizadores. Em 1968, ele emigrou para França onde trabalhou numa galeria, numa loja de fotografia, como professor, intérprete, tradutor, guionista e revisor, entre outros. Em 1984 viveu no Quebec. De 1990 a 1991 foi conselheiro cultural na embaixada checa em Paris. Král traduz de e para francês (sobretudo poesia moderna). Ele editou muitas antologias. Desde Abril de 2006, ele reside em Praga.

## Trabalhos
Petr Král começou a escrever sob a influência do surrealismo, mas desde os anos 70, os seus livros mostram que o método surrealista não lhe oferecia total satisfação. Ele escreve sobre a eterna espera que se alimenta a si própria, e talvez leva ao consumo da pessoa que deseja. As palavras mais emblemáticas de Král serão: "Não morreremos, é muito pior: desapareceremos. Por outras palavras, nós nunca fomos. A realidade não existe." 
- Vlasta Burian (+ A. Král), 1969
- Prázdno světa, 1986
- Svědek stmívání, 1987
- Éra živých, 1989
- P. S. čili Cesty do ráje, 1990
- Právo na šedivou, 1991
- Pocit předsálí v aixské kavárně, 1991
- Med zatáček čili Dovětek k dějinám, 1992
- Voskovec a Werich čili Hvězdy klobouky, 1993
- Tyršovské přeháňky, 1994
- Fotografie v surrealismu, 1994
- Arsenál, 1994
- Soukromý život, 1996
- Pařížské sešity, 1996
- Mramor se jí studený (Antologia do movimento surrealista belga), 1996
- Staronový kontinent, 1997
- Chiméry a exil, 1998
- Groteska čili Morálka šlehačkového dortu, 1998
- Praha, 2000
- Pro anděla, 2000
- Základní pojmy, 2002
- Anthologie de la poésie tchèque contemporaine, 2002 (publicou em França pela Gallimard)
- Bar Příroda čili Budoucnost 5 km, 2004
- Masiv a trhliny, 2004
- Přesuny, 2005
- Arco a jiné prózy, 2005
- Hm čili Míra omylu, 2006
- Úniky a návraty (entrevista com Petr Král por Radim Kopáč), 2006